# Зарянкин, Вадим Владимирович
Вадим Владимирович Зарянкин (род. 1963) — белорусский государственный деятель, бывший председатель Витебского городского исполнительного комитета.

## Биография
Родился в 1963 году в деревне Бель Дубровенского района Витебской области. В 1985 году окончил Белорусскую сельскохозяйственную академию.
Трудовую деятельность начал в 1985 году старшим экономистом управления сельского хозяйства и продовольствия Лиозненского райисполкома. С 1986 по 1992 год работал на различных должностях в Лиозненском районом комитете комсомола и Витебском областном комитете комсомола. С 1992 по 1995 год занимал должность главного экономиста совхоза «Витебский», расположенного в Витебском районе. С 1995 по 1997 год работал юрисконсультом, заведующим правовым сектором, заведующим отделом информации Витебского райисполкома. С июля по декабрь 1997 год занимал должность заместителя директора по экономике и правовым вопросам ИПММП «Энергокомплект». С декабря 1997 года по 2002 год работал специалистом, управляющим делами, заместителем председателя по экономике Витебского районного исполнительного комитета.
С 2002 по 2011 год — главный специалист, заместитель начальника управления, начальник управления контроля органов исполнительной власти и координации деятельности контролирующих органов Комитета государственного контроля Витебской области. В марте 2011 года назначен первым заместителем председателя Комитета государственного контроля Витебской области. С ноября 2014 года — председатель Комитета государственного контроля Витебской области. Награждён нагрудным знаком «За добрасумленную працу» Комитета государственного контроля Республики Беларусь.
30 января 2020 года президент Республики Беларусь Александр Лукашенко согласовал назначение Вадима Зарянкина на должность председателя Витебского городского исполнительного комитета, с декабря 2019 года вакантную в связи с избранием Виктора Николайкина в Палату представителей Национального собрания.
30 января 2021 года ушел в отставку с должности председателя Витебского горисполкома. Этому предшествовало задержание за участие в акциях протеста против фальсификации президенстких выборов в Беларуси в 2020 году Александром Лукашенко его младшего сына Филиппа Зарянкина и старшего сына Вадимира Зарянкина, а также присуждение им административных арестов. Оба сына указывали на негуманное отношение и различные нарушения в отношении "политических" арестантов в белорусских центрах изоляции правонарушителей.
С 1 апреля 2021 года является директором Витебского объединения химчисток «Лотос».

## Награды
- Нагрудный знак «За добросовестную работу» Комитета государственного контроля Республики Беларусь
- Почётная грамота Совета министров Республики Беларусь (август 2019 года)